# Dupuis
Dupuis és una editorial belga de còmics.
L'editorial va ser creada a Charleroi per l'impressor Jean Dupuis el 1898, que esdevingué editor el 1922 llançant una revista de novel·les il·lustrades, Les Bonnes Soirées, després un setmanari humorístic Le Moustique el 1924 que va passar a anomenar-se Télémoustique després de la Segona Guerra Mundial. La diversificació continua amb la creació de col·leccions de novel·les, Azur, Jaune, Grise i Verte.
El 1938 va crear una revista per a joves i en va confiar la gestió als seus dos fills Charles i Paul Dupuis: la revista Spirou, un setmanari de còmics, el primer número dels quals apareix el 21 d'abril de 1938 i en què apareixen especialment Sergi Grapes, Lucky Luke, Tif et Tondu, Els Barrufets, Bola i Bill, Gil Pupil·la i Buck Danny.

## Històric
El 1898, Jean Dupuis va obtenir la seva primera impremta que va instal·lar a casa seva a Marcinelle. Va tenir èxit quan es va especialitzar ràpidament en la producció d'impresos i papers en pols per a metges i farmacèutics. Aquest èxit li va permetre expandir-se a noves activitats i obtenir una nova impremta el 1911. A principis de 1914, els edificis de la impremta van quedar totalment destruïts per un incendi, un cop reconstruïts, va esclatar la guerra i la premsa era requisada sovint pels ocupants alemanys.
Al final de la guerra l'any 1918, Jean Dupuis comença a publicar diaris. Imprimeix, amb les autoritats épiscopales de Tournai, els diaris L'ami du foyer i Le Roman que no tenen èxit. el 2 d'abril de 19822 va llançar Les Bonnes Soirées, un setmanari basat en novel·les. Immediatament va tenir èxit, amb 10.000 subscripcions i va permetre que les edicions Dupuis es dediquessin només als diaris i als llibres. L'any 1924, es publica Le Moustique, un programa de ràdio setmanal que també va tenir un gran èxit. Al mateix temps Les Bonnes Soirées va passar a anomenar-se Bonnes Soirées, Bonne Soirée i després BS.
El 1934, les edicions de Dupuis van llançar diversos diaris en neerlandès per a Flandes i els Països Baixos amb Humo-Radio (l'equivalent holandès de Moustique), De Haardvriend (que més tard esdevingué Mimosa, després Mimo). Paral·lelament, a la dècada del 1930, es van crear diverses col·leccions de novel·les de diferents gèneres. El 1937, els negocis estaven en auge i Jean Dupuis va demanar als seus fills Paul i Charles que creessin un setmanari per a joves. El primer àlbum de còmics de les edicions Dupuis, Bibor i Tribar de Rob-Vel, va sortir de la premsa el 1940.
El 1985, l'empresa va ser venuda al Groupe Bruxelles Lambert, Hachette i Éditions Mondiales. Les Éditions Mondiales es fan càrrec de la premsa (Télémoustique). Groupe Bruxelles Lambert i Hachette es fan càrrec de l'edició i l'audiovisual.
L'any 1995 es va publicar el número 3000 del Journal de Spirou.
Des de l'any 2004, Dupuis forma part del grup de Média participacions. Claude de Saint-Vincent es converteix en el seu director general.
El 2015, Dupuis es va unir a 12 actors del món editorial per fundar Europe Comics, un projecte cofinançat pel programa Creative Europe de la Comissió Europea.Plantilla:Chronologie Maison-mère Éditions Dupuis

## Principals sèries publicades
- Agent 212
- Aria
- Aventures de Poussin Plantilla:1er (les)
- Barrufets (els) (fins a l'àlbum 13, continuat per Le Lombard)
- Benoît Brisefer (jusqu'à l'album 7, suite de la série chez Le Lombard)
- Boule et Bill (jusqu'à l'album 24, suite de la série chez Dargaud)
- Broussaille
- Buck Danny
- Cactus Club
- Cédric
- Les Centaures
- Chinaman
- Cupidon
- Dallas Barr
- Démons d'Alexia (les)
- Du côté de chez Poje
- Eric Castel
- Espirú i Fantàstic
- Ethan Ringler, agent fédéral
- Femmes en blanc (Les)
- Fille du professeur (La)
- Game Over (fins a l'àlbum 4, la sèrie continua per part de MAD Fabrik)
- Sergi Grapes (fins a l'àlbum 17, continuat per Marsu Productions) représ per Dupuis el 2013
- Gil Pupil·la
- Gully
- Hultrasson
- Jeanette Pointu
- Jeremiah
- Jessica Blandy
- Johan et Pirlouit (fins a l'àlbum 13, continuat per Le Lombard)
- Kid Paddle (fins a l'àlbum 11, continuat per MAD Fabrik)
- Krostons (Les)
- Largo Winch
- Lisa Desamours
- Lucky Luke (fins a l'àlbum 31, continuat per Dargaud)
- Luka
- Makabi (jusqu'à l'album 4, continuat i reeditat per Bamboo)
- Marc Dacier
- Mélusine
- Michel Vaillant (tots els albums a partir de 2010)
- Natacha
- Nelson
- Les Nombrils
- Olive
- Orbital
- Papyrus
- Parker et Badger (fins a l'àlbum 6, continuat per Dargaud)
- Pauvre Lampil
- Petit Spirou (le)
- Petits Hommes (les) (darrer àlbum a Clair de Lune)
- Patrulla dels castors (la)
- Pierre Tombal
- Psy (les)
- Quintett
- Scrameustache (le) (jusqu'à l'album 34, suite de la série et réédition chez Glénat)
- Secrets
- Seuls
- SODA
- Sophie
- Stany Derval
- Tamara
- Théodore Poussin
- Tif et Tondu
- Tuniques bleues (les)
- Vieux Nick
- Violine
- Yoko Tsuno